# Jishou
Jishou (吉首市S, JíshǒuP) è una città-contea della Cina, situata nella provincia di Hunan e amministrata dalla prefettura autonoma tujia e miao di Xiangxi.